# Capriccio (1938)
Capriccio ist eine deutsche Filmkomödie aus dem Jahr 1938, bei der Karl Ritter Regie führte. Die Stars des Films waren Lilian Harvey, Viktor Staal, Paul Kemp, Aribert Wäscher und Paul Dahlke.

## Handlung
Madelone d’Estroux wächst bei ihrem Großvater auf, da ihre Eltern früh verstorben sind. General d’Estroux hat seiner Enkelin nicht nur das Reiten und Fechten, sondern auch das Saufen und Fluchen beigebracht, damit sich die zierliche junge Frau, wenn er einmal nicht mehr ist, gegen Mitgiftjäger zur Wehr setzen kann. Und wie vom General vorausgesehen, geben sich Männer dieser Couleur bei seiner reichen Enkelin, kurz nach seinem Ableben, die Klinke in die Hand. Madelones Vormund Césaire, schlitzohrig und geldgierig, will möglichst viel Kapital aus der Vormundschaft herauspressen und hat bei dem Präfekten Barberousse, der großes Interesse an Madelones Geld hat, eine hohe Provision für sich herausgeschlagen, wenn es zur Eheschließung zwischen ihm und der reichen Erbin kommt. Als Madelone diese Ehe kategorisch ablehnt, sperrt sie ihr hinterhältiger Vormund ins Kloster. Madelone überlegt sich im Kloster, dass eine solche Heirat vielleicht das kleinere Übel ist und stimmt zu. Césaire sieht sich schon am Ziel seiner Träume und zeigt der zukünftigen Braut ein Bild ihres Bräutigams in spe. Verblüfft schaut Madelone auf den jungen Mann auf dem Foto, „der sieht ja richtig gut“, ist ihr erster Gedanke. Das hätte Césaire ihr doch gleich sagen können. Sie ahnt ja nicht, dass Césaire ihr ein falsches Bild gezeigt hat. Auch Barberousse, der wirkliche Bräutigam, hat eine ganz andere Vorstellung von seiner künftigen Frau.
Die Hochzeit wird vorbereitet. Als Madelone ihren Bräutigam zum ersten Mal sieht, ist sie entsetzt, diesen dicken ältlich wirkenden Mann soll sie heiraten? Auch Barberousse seinerseits ist enttäuscht, so dünn hatte er seine Braut auf dem gezeigten Foto nicht in Erinnerung. Da sie jedoch reich ist, sieht er das als das kleinere Übel an, will aber die Provision an Césaire erst zahlen, wenn die Ehe zustande gekommen ist. Madelone will diesen Mann auf keinen Fall heiraten und überlegt sich, was ihr Großvater ihr wohl in einer solchen Situation geraten hätte. Sie hat da auch eine Idee, kurzerhand bestellt sie ihren Pagen in ihr Zimmer, versetzt ihm einen Kinnhaken, staffiert sich als Mann aus, und ab durchs Fenster, ihr Pferd geschnappt und weg ist sie. Kaum zu glauben, aber der Page im Hochzeitskleid muss nun als Braut herhalten. Barberousse, der dem Alkohol schon reichlich zugesprochen hat, merkt den Betrug erst in der Hochzeitsnacht und tobt. Césaire soll die echte Braut wieder herbeischaffen, darauf besteht er.
Madelone wird auf ihrer Flucht von Fernand, Cousin des Barberousse, und seinem Freund Henri verfolgt, die die Hochzeitsfeierlichkeiten vorzeitig verlassen haben, weil es Fernand unerträglich war, zuzusehen, wie eine junge, hübsche Frau an einen Saufbold, wie Barberousse, verkuppelt wird. Es gelingt ihr, vor ihren Verfolgern zu ihren Klostergenossinnen zu fliehen. Durch das Gekreische, kommt die Oberin hinzu und Madelone, die ja als Mann verkleidet ist, muss sich in Windeseile wieder auf ihr Pferd schwingen und weiterreiten. Endlich kann sie an einer einsamen Waldschänke verschnaufen. Das Publikum dort ist mehr als fragwürdig. Auch Fernand und Henri sind in der Schänke gelandet. Fernand fällt der zarte junge Mann gleich auf. Woher kennt er ihn nur? Madelone wiederum schüttelt verwirrt den Kopf, das ist ja der junge Mann von dem Foto, das Césaire ihr gezeigt hat. Es gibt Streit in dem engen Raum und Madelone schafft es mit Hilfe von Fernand und Henri, die Raufbolde durch einen Kampf mit dem Degen aus der Schänke hinauszukomplimentieren. Das muss begossen werden, man macht sich bekannt und Madelone behauptet voller Inbrunst, sie sei Don Juan di Casanova. Am nächsten Morgen brechen sie zusammen auf. Als sie in Perpignan ankommen, ist es klar, dass man das Etablissement von Madame Hélène aufsucht. Und Madelone muss wohl oder übel mit. Sie brüstet sich damit, dass allein der Name „Don Juan di Casanova“ schon für sich spreche! Irgendwie schafft sie es, dass alle drei das Etablissement wieder verlassen, ohne dass sie ihr Gesicht verliert. Sie ahnt ja nicht, dass Fernand felsenfest davon überzeugt ist, dass sie kein Mann sei. Um sich Gewissheit zu verschaffen, heckt er einen Plan aus. Sie wollen die Gräfin Mallefougasse besuchen, die zwei entzückende Töchter hat, Anais und Eve. Er macht Madelone weis, dass er die eine heiraten wolle und „Don Juan“ sich die andere einmal anschauen solle.
Nun kommt es zu allerlei weiteren Verwicklungen an deren Ende ein Kuss zwischen Fernand und Madelone steht. Dabei werden sie von Barberousse überrascht, der meint, dass sein Cousin einen Mann geküsst habe. Césaire klärt ihn auf, dass das seine weggelaufene Frau sei. Voller Wut und Rachsucht bringt Barberousse die beiden daraufhin vor Gericht. Madelone jedoch lässt ihre Zeugen vorladen und kann dadurch beweisen, dass sie in der Hochzeitsnacht überhaupt nicht bei Barberousse war und dass eine Ehe nicht zustande gekommen ist. Als der Präfekt unter den Klosterschülerinnen die dicke Charlott entdeckt, ist er selig. Das ist die Frau, die er heiraten wollte. Nachdem Charlott ihm ihr Jawort gegeben hat, zieht er seine Klage zurück. Und endlich steht auch dem Glück von Madelone und Fernand nichts mehr im Wege.

## Produktionsnotizen
Die Dreharbeiten begannen am 17. Januar 1938 und endeten am 7. März 1938.

Die Uraufführung des Films fand am 11. August 1938 im Gloria-Palast in Berlin statt.
Capriccio war eine Produktion der Universum Film UFA-Tonfilm (Berlin), Herstellungsgruppe Karl Ritter. Die Bauten stammen von Walter Röhrig; die Kostümentwürfe von Manon Hahn und Arno Richter
Für die 63-jährige Anna von Palen war Capriccio der letzte Film. Sie starb zu Beginn des darauffolgenden Jahres.
Die Produktionskosten lagen bei 999.999 RM.
Lieder im Film:
- Das Frauenherz (ein Tango)
- Mit Bravour (ein Lied)

Text jeweils von Franz Baumann – Musik von Alois Melichar
Aus „Geschriebene Geschichte“: Brief vom 17. August 1938 aus Jena. Ein Mann schreibt einem Freund einen Brief und erwähnt darin einen Kinobesuch: „Heute war ich mit Olga in dem Film Capriccio, er hat mich schon etwas enttäuscht, ich hatte ihn mir ganz anders vorgestellt.“
Hitler gab über die von ihm gesehenen Filme stets ein Votum ab, das allerdings meist ohne Folgen blieb. Wären alle Filme, die er nicht mochte, verboten worden, hätten die deutschen Kinos bald zumachen können. Der Film Capriccio bekam von ihm das Urteil: Besonders schlecht.

## Kritik
„Romantische Oper(ette)n-Parodie, die Talent und Charme Lilian Harveys optimal einzusetzen versucht, in ihren frivolen Aspekten aus heutiger Sicht aber nur noch plump wirkt. Karl Ritter, der sich als UFA-Produktionschef nachdrücklich für die NS-Filmkunst engagierte (z. B. ‚Unternehmen Michael‘, 1937/‚Stukas‘, 1941/‚GPU‘, 1942), bewies in diesem Film eine glückliche Hand für das leichte Genre.“

„[E]in völlig verunglückte[s] Singspiel.“

„Die bezaubernde Lilian Harvey in einer ‚Hosenrolle‘. Regisseur Karl Ritter, gleichzeitig UFA-Produktionschef, inszenierte vornehmlich Filme vom Kaliber ‚Patrioten‘ oder ‚Stukas‘. In dieser eher leichtfüßigen, mit musikalischem Einschlag versehenen Romanze setzte er Lilian Harvey, einen der größten UFA-Stars, gekonnt in Szene. Drehbuchautor Felix Lützkendorf schrieb 1957 das Skript zu Veit Harlans unsäglichem Homosexuellendrama ‚Anders als du und ich‘.“